# 스킨 (컴퓨팅)
스킨(skin)은 컴퓨팅에서 저마다 다른 사용자의 취향에 맞추기 위해 어떠한 소프트웨어와 웹사이트에 적용할 수 있는 사용자 그래픽 배색 (GUI)으로서의 테마와 연결된다. "스킨"은 또한 비디오 게임의 플레이어 캐릭터 위의 텍스트를 적용한다는 뜻의 속어로도 쓰인다.
스킨을 적용할 수 있는 소프트웨어를 스킨을 입힐 수 있다고 일컬으며, 이러한 스킨을 기록하거나 적용하는 과정을 스키닝(skinning)이라고 한다. 스킨을 적용하면 소프트웨어의 겉모습의 일부를 바꿀 수 있다. 일부 스킨들은 프로그램을 더 아름답게 만족시키기는 어렵지만 다른 스킨들은 인터페이스의 요소를 다시 정렬하여 잠재적으로 프로그램을 좀 더 쉽게 사용할 수 있게 만들어 준다. 테마가 단순히 스킨과 동의어로 쓰일 수 있으나, 테마는 아이콘의 모임, 운영 체제의 색 계획과 같은 보통 덜 복잡한 사용자 정의를 일컫는다. 이는 윈도우 95용 마이크로소프트 플러스!와 윈도우 95와 연결되어 사용하는 용어이다.
아마 가장 잘 알려진 스킨으로는 인스턴트 메시징 클라이언트와 윈앰프와 같은 미디어 플레이어가 있다. 그러나 크로스 플랫폼 GUI 도구 모음을 사용하는 프로그램에서 운영 체제의 표준 인터페이스를 사용하는 것보다는 프로그램 안의 인터페이스를 변경하기 위해 기능을 추가하는 것이 상대적으로 더 쉽다.
이를테면, 모질라와 오페라 웹 브라우저 둘 다 스킨을 입힐 수 있으며 크로스 플랫폼 도구 모음을 이용하고 있다. 모질라의 경우, 전반적인 인터페이스는 XUL, CSS, 자바스크립트로 짜였다. 이러한 언어를 아는 사람들은 겉모양과 동작을 둘 다 마음껏 수정할 수 있다.
물론 표준 인터페이스를 바꾸는 것도 가능하다. X 윈도 시스템과 같이 일부 플랫폼은 이에 대한 지원을 자체 내장하고 있다. 이를 지원하지 않는 경우에라도 마이크로소프트 윈도우용 UX테마 나 유니버설 테마 페치 그리고 윈도블라인즈, 맥 오에스 텐용 셰이프시프터와 같은 프로그램을 사용하여 스킨 기능을 추가할 수 있다.
사용자 인터페이스에 스킨을 입히는 것이 이득이라는 것이 논쟁이 일기도 한다. 어떠한 사람들이 소프트웨어의 겉모습을 바꿀 수 있다는 것이 유용하거나 재밌다고 여기는 반면, 변경된 겉모습은 기술 지원과 컴퓨터 학습을 까다롭게 만들 수 있다. 한 사람이 폭넓게 바꿔 버린 사용자 인터페이스는 다른 모습의 같은 소프트웨어를 사용하는 다른 사람에게 친숙하지 않을 수도 있다.

## 같이 보기
- 텍스처 매핑